# Walter Schmitt (Politiker, 1914)
Georg Heinrich Walter Schmitt (* 11. Oktober 1914 in Mainz; † 28. März 1994 in Cochem) war ein deutscher Politiker der CDU.

## Leben
Schmitt besuchte das Realgymnasium in Mainz, das er 1933 mit der bestandenen Reifeprüfung verließ. Es folgte ein Studium der Staats- und Rechtswissenschaften, das er 1938 mit der Promotion abschloss. Daraufhin war er Richter bei den Amtsgerichten in Oppenheim, Groß-Gerau, Osthofen und Mainz. Nachdem er während des Zweiten Weltkriegs im Kriegsdienst tätig gewesen war, wurde er 1946 zum Landgericht Mainz berufen, wo er das Amt des Landgerichtsrats wahrnahm. Ein Jahr später wechselte er als Regierungsrat zum rheinland-pfälzischen Justizministerium. Ab 1951 leitete er eine Abteilung des Innenministeriums. 1953 kam er zur Staatskanzlei und gehörte dort zu den engsten Mitarbeitern des damaligen Ministerpräsidenten Peter Altmeier, zwei Jahre später übernahm er dort die Leitung und stieg zum Ministerialdirigenten auf. Im Juli 1957 erfolgte schließlich die Ernennung zum Regierungspräsidenten im Regierungsbezirk Koblenz. Diesen Posten bekleidete er zehn Jahre lang.
Er war Mitglied der katholischen Studentenverbindungen KDStV Badenia (Straßburg) Frankfurt am Main und VKDSt Hasso-Rhenania Mainz.

## Politik
1967 wechselte Schmitt in die Politik. In jenem Jahr wurde er erstmals in den rheinland-pfälzischen Landtag gewählt. Dort vertrat er seine Wahlheimat, den Landkreis Cochem, später Cochem-Zell. Bis 1983 war er Abgeordneter des Landtags.

## Engagement
Von 1968 bis 1973 war Schmitt Vorsitzender des Landesverbandes Rheinland-Pfalz der Schutzgemeinschaft Deutscher Wald und danach ihr Ehrenvorsitzender. 1973 wurde er zum Präsidenten des Landesverbandes Rheinland-Pfalz des Deutschen Roten Kreuzes gewählt. Nach seinem Ausscheiden aus dem Amt war er ab 1990 deren Ehrenpräsident. Er beteiligte sich an der Gründung des Freundschaftskreises Rheinland-Pfalz/Burgund und war einige Jahre lang deren Vizepräsident. Zudem gehörte er dem Verwaltungsrat des Mainzer Instituts für Europäische Geschichte an.

## Ehrungen
- 1967: Verdienstkreuz 1. Klasse der Bundesrepublik Deutschland
- 1968: Ehrenzeichen des Deutschen Roten Kreuzes
- 1969: Offiziersstufe des Ordre des Palmes Académiques
- 1975: Großes Bundesverdienstkreuz
- 1983: Großes Bundesverdienstkreuz mit Stern
- 1989: Verdienstorden des Landes Rheinland-Pfalz
- 1992: Ehrenmedaille in Gold des Partnerschaftsverbandes Rheinland-Pfalz/Burgund